# Sperrstelle Oberarth

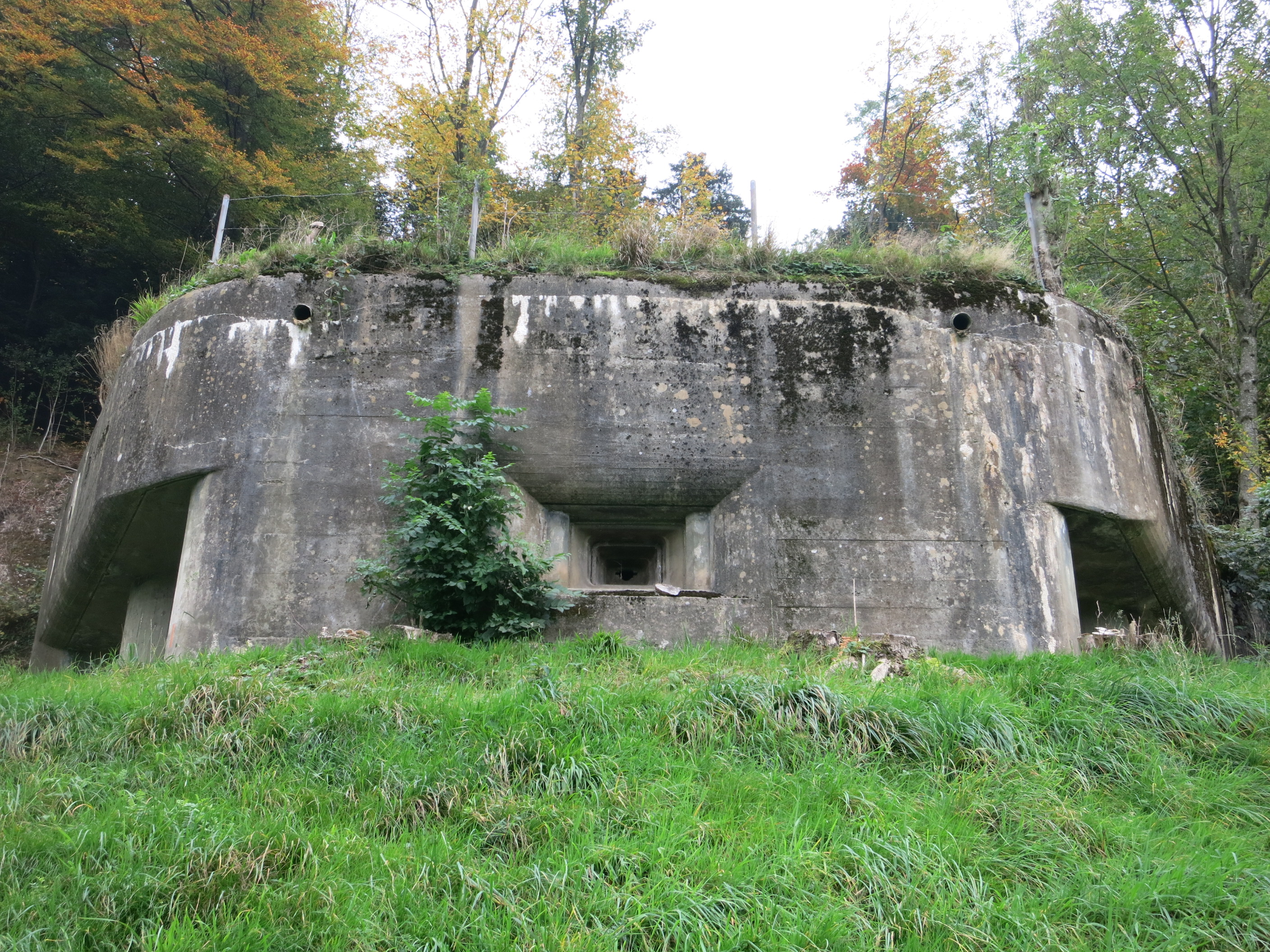
Infanteriewerk Oberarth 1 (A 7339)

Die Sperrstelle Oberarth (Armeebezeichnung Nr. 2333) war eine Grenzbefestigung der Schweizer Armee. Sie befindet sich in der Ortschaft Oberarth am ehemaligen Reduiteingang zum Becken von Schwyz im Kanton Schwyz. Die Sperre wurde ab 1941 gebaut, gehörte zum Einsatzraum der 6. Division und ab 1947 zur Reduitbrigade 24.
Sie gilt als militärhistorisches Denkmal von nationaler Bedeutung.

## Letzinen von Arth und Oberarth
Die Letzinen in Arth und Oberarth gehörten im 14. Jahrhundert wegen den Einfallsmöglichkeiten von Zug her zu den wichtigsten Befestigungswerken der Urkantone. Sie bildeten ein System von zwei gestaffelten Sperren (Zugerseeachsen ⊙⊙ bei Arth und Geländeschwelle Oberarth ⊙), welche unter Einbezug natürlicher Geländehindernisse die Ebene von Arth umschliessen und den Einbruch in den Talkessel von Schwyz verhindern sollten.
Die beiden vom Rossberg (Mühlefluh) und vom Rigi herab führenden Felsbänder (Felsbarrieren aus Nagelfluhbänken) bilden die Geländeschwelle bei Oberarth. Sie lassen nur gerade eine Lücke von 250 Meter frei, die mit einer – heute noch erhaltenen (95 Meter) – Letzimauer mit einst vorgelagertem Graben künstlich geschlossen wurde.

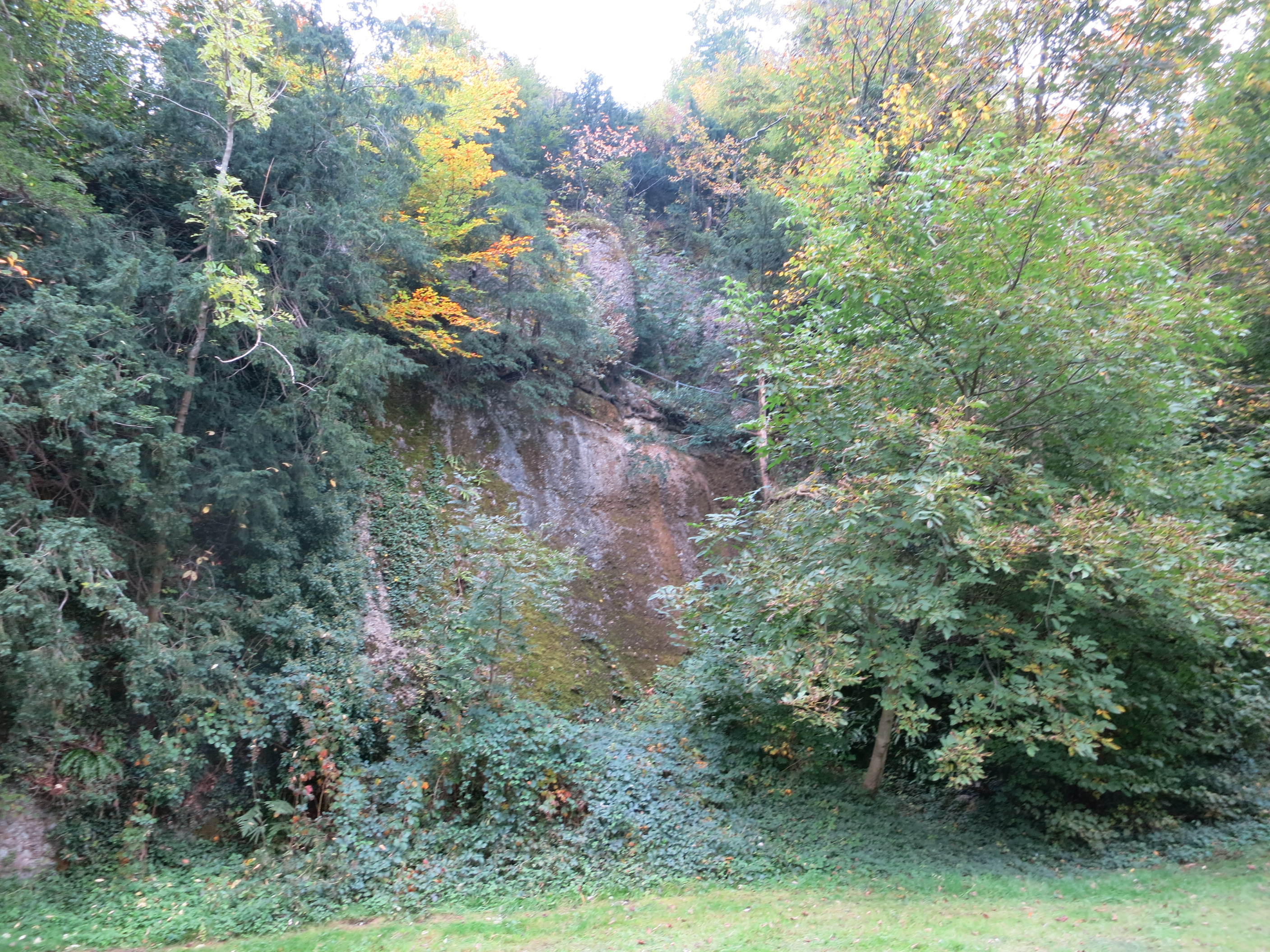
Felsband Mühlefluh, Rossberg
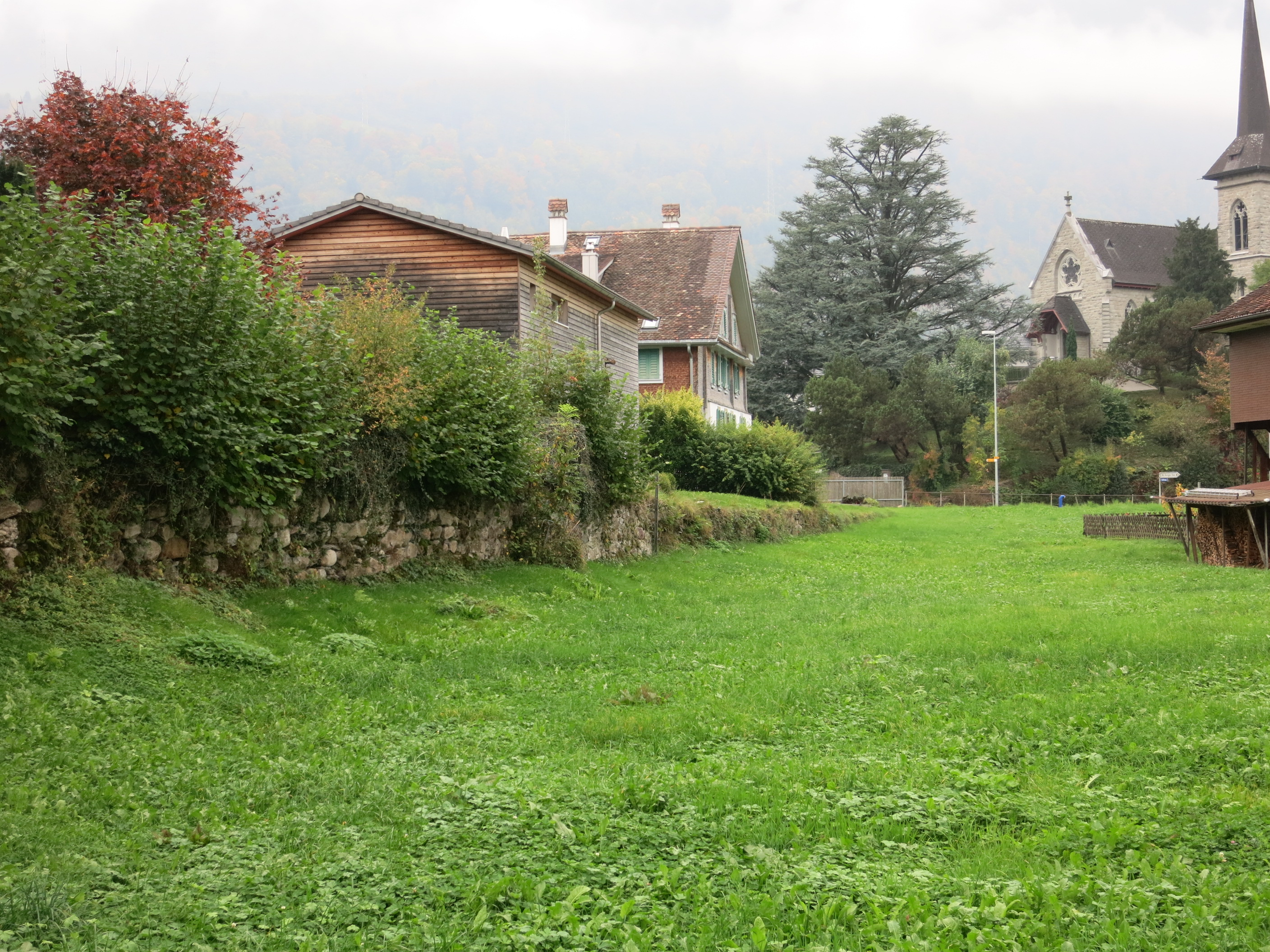
Mittelalterliche Letzi Oberarth
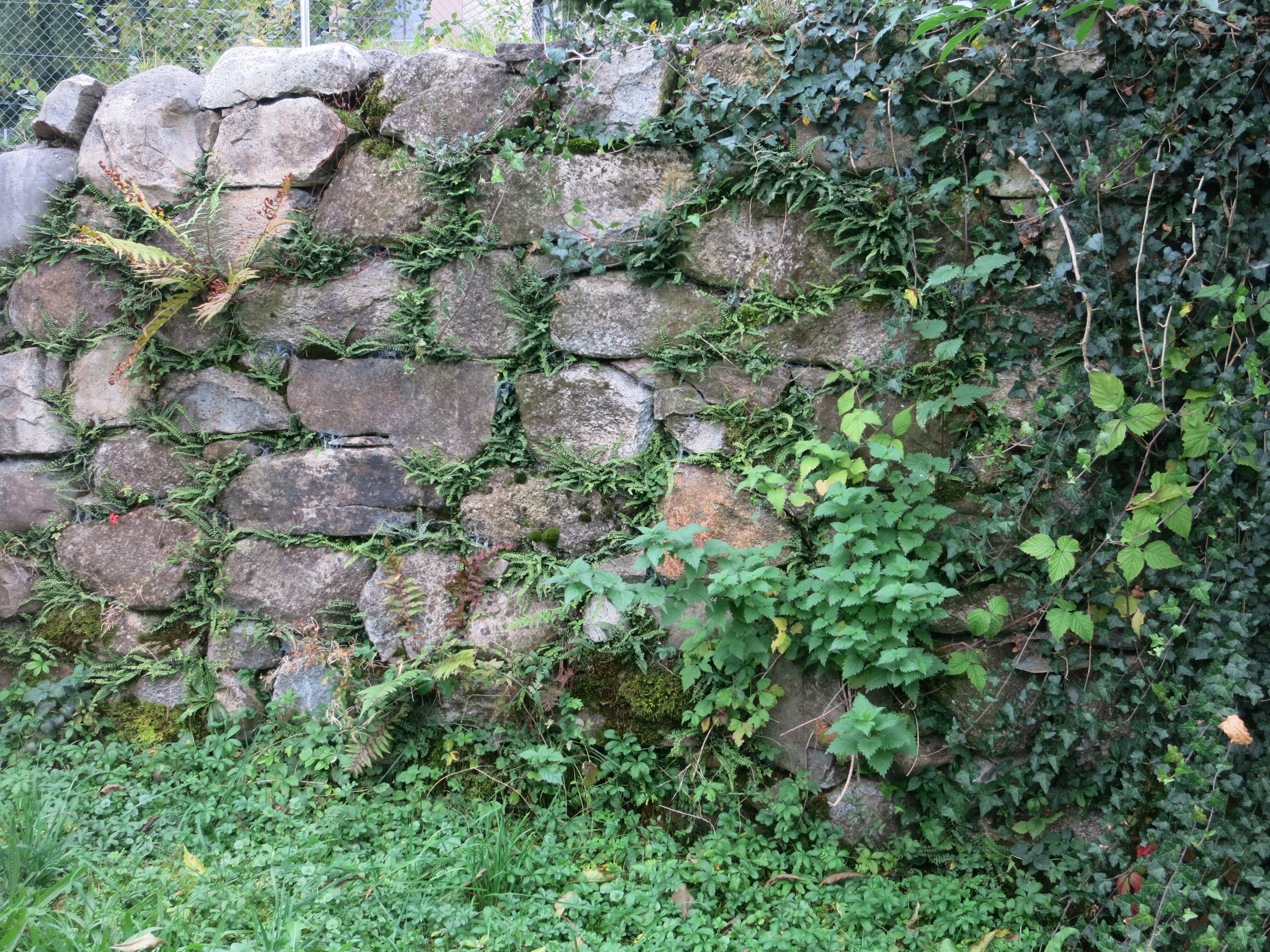
Letzimauer
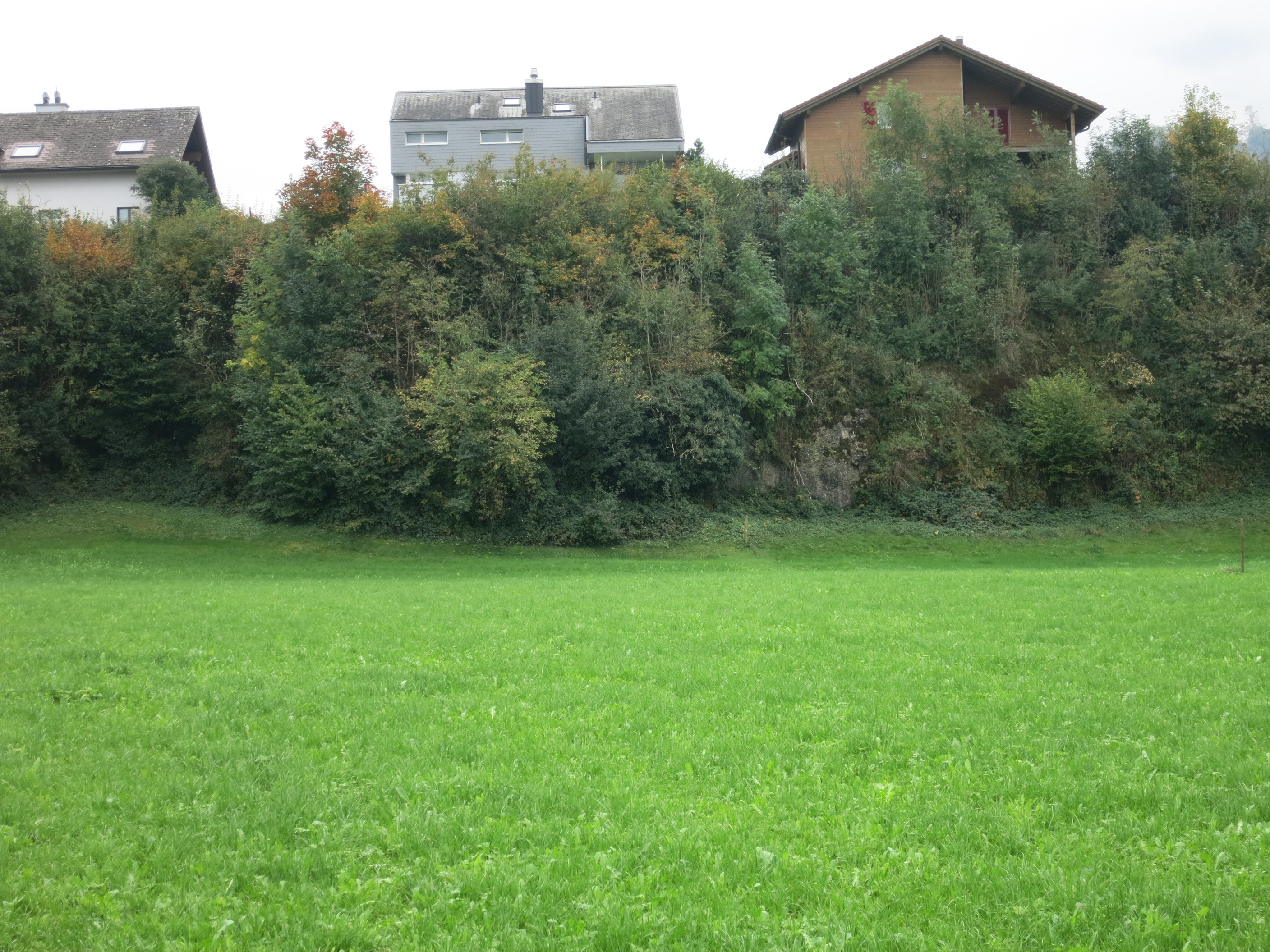
Felsband Rigifuss

## Sperrstelle Oberarth
Während des Zweiten Weltkriegs gab die von General Guisan befohlene neue Armeestellung im Reduit (Operationsbefehle Nr. 11, 12, 13) den Anstoss zum Bau der Sperrstelle. Die 6. Division wurde von der Limmatstellung zur Verstärkung des linken Flügels des 4. Armeekorps abgezogen und erhielt den Auftrag, die Zugänge zum Talkessel von Schwyz von westlich des Etzels bis zum Vierwaldstättersees zu sperren.
Die Sperrstelle Oberarth wurde um das natürliche Hindernis der Geländeschwelle konzentriert. Anfangs 1941 wurde ein Geländepanzerhindernis mit einer Bachsperre (Rigi Aa) erstellt. 1942 begann man mit dem Bau von vier Infanteriebunkern und 1944 mit fünf betonierten Unterständen im Talboden bei der Geländeschwelle Oberarth.
Während des Kalten Krieges wurden die Anlagen modernisiert.
Zur Sperrstelle gehörten 12 bekannte Objekte:
- Artilleriewerk Barbara (A 7330) ⊙
- Artilleriewerk Verena (A 7341) ⊙
- Infanteriewerk Oberarth 1 (A 7339) mit einem Maschinengewehr (Mg), einem Leichten Maschinengewehr (Lmg), einem Beobachter ⊙
- Infanteriewerk Oberarth 2 (A 7337) Tunnel mit einem Mg, zwei Lmg, einem Beobachter ⊙
- Infanteriewerk Oberarth 3 (A 7332) als Felswerk mit einer Infanteriekanone (Ik), einem Mg, einem Lmg (später eine Panzerabwehrkanone (Pak), einem Mg) ⊙
- Infanteriewerk Oberarth 4 (A 7331) als Felswerk mit einem Mg, zwei Lmg (später mit zwei Pak) ⊙
- Unterstände: Oberarth 1 (A 7340) ⊙, Oberarth 2 (A 7338) ⊙, Oberarth 3 (A 7336) ⊙, Oberarth 4 (A 7335) ⊙, Oberarth 5 (A 7334) ⊙, Oberarth 6 (A 7333) ⊙

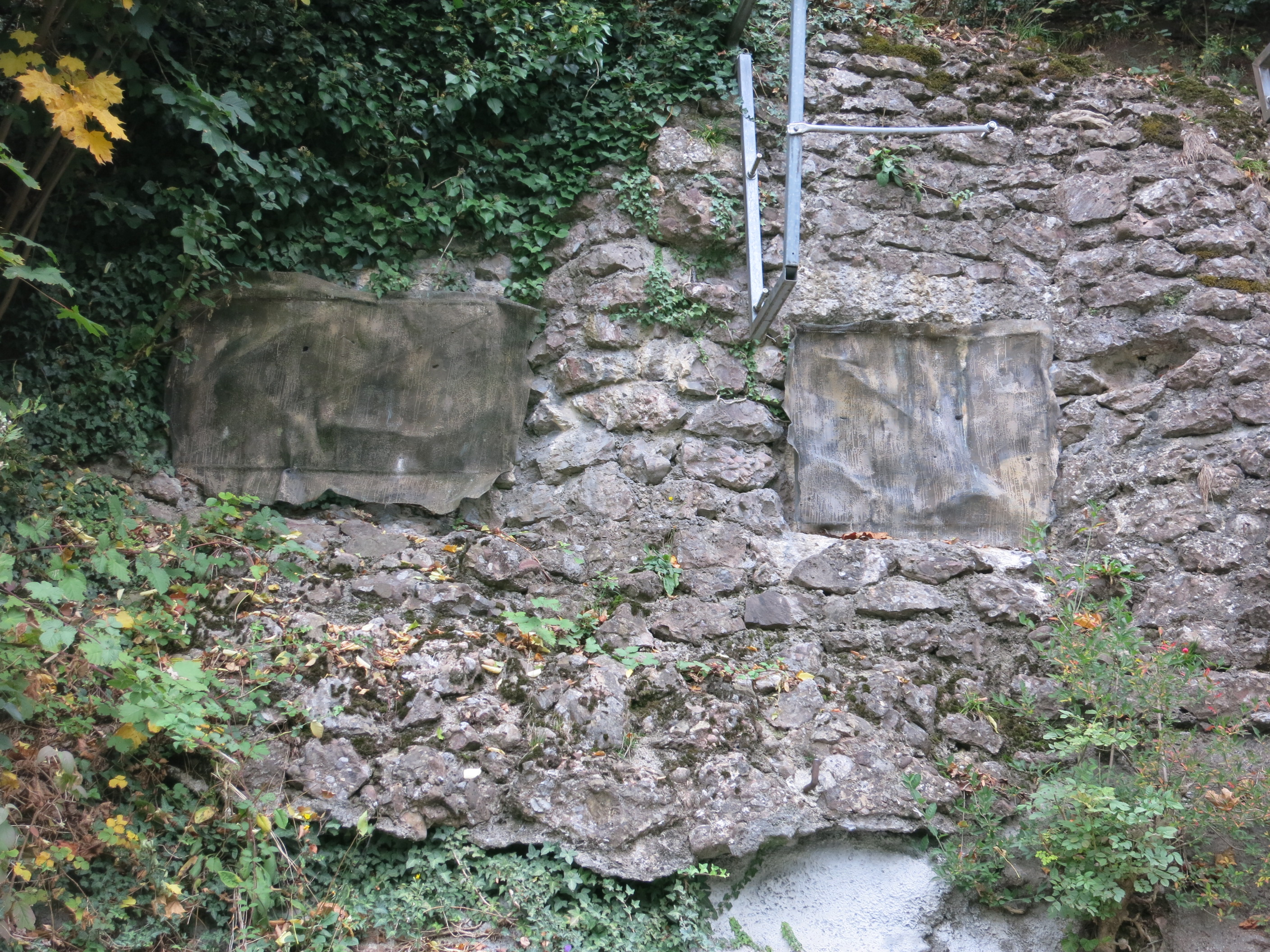
Scharten Oberarth 2 (A 7337)  Mühlefluhtunnel
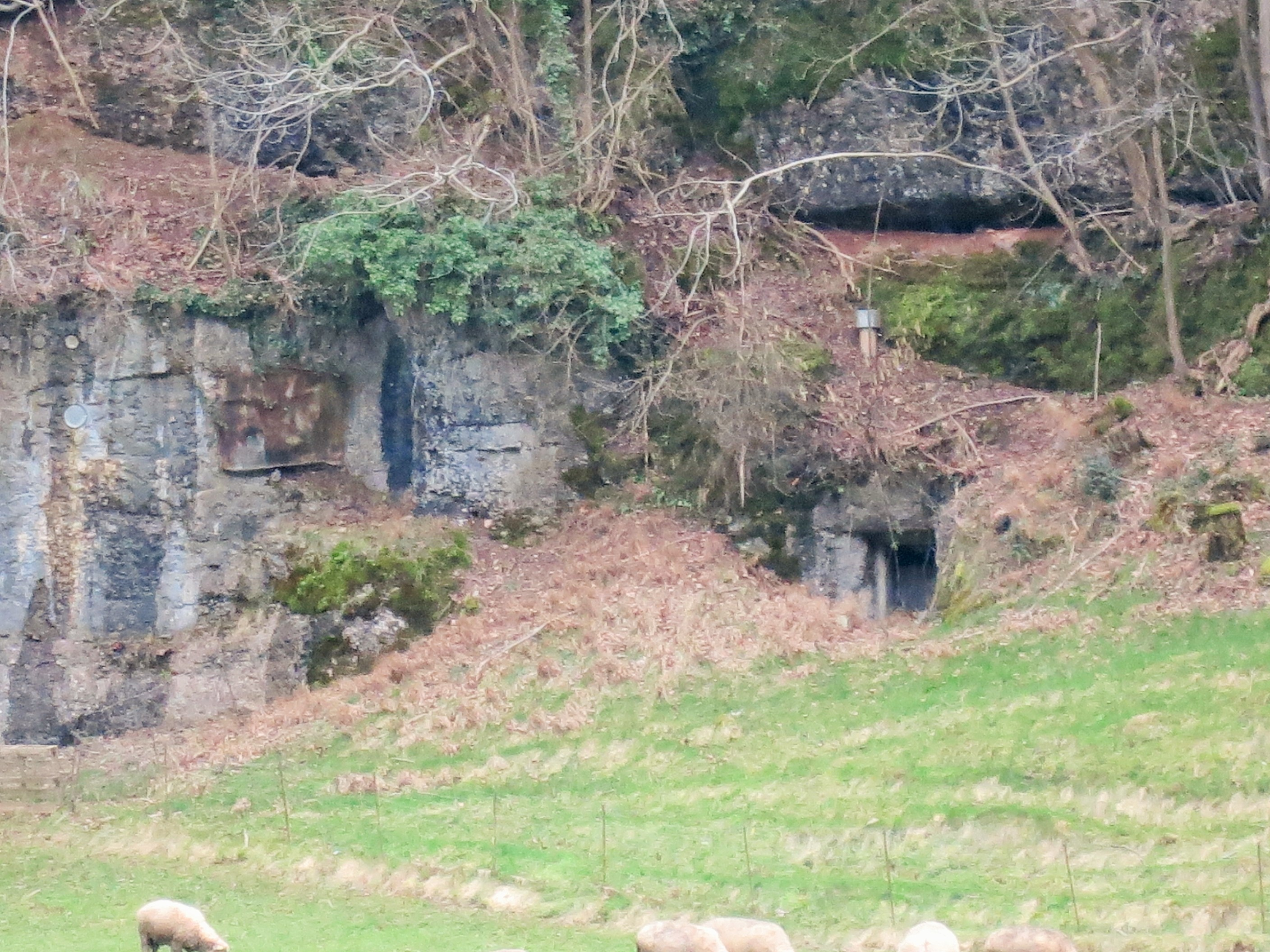
Felswerk Oberarth 3 (A 7332)
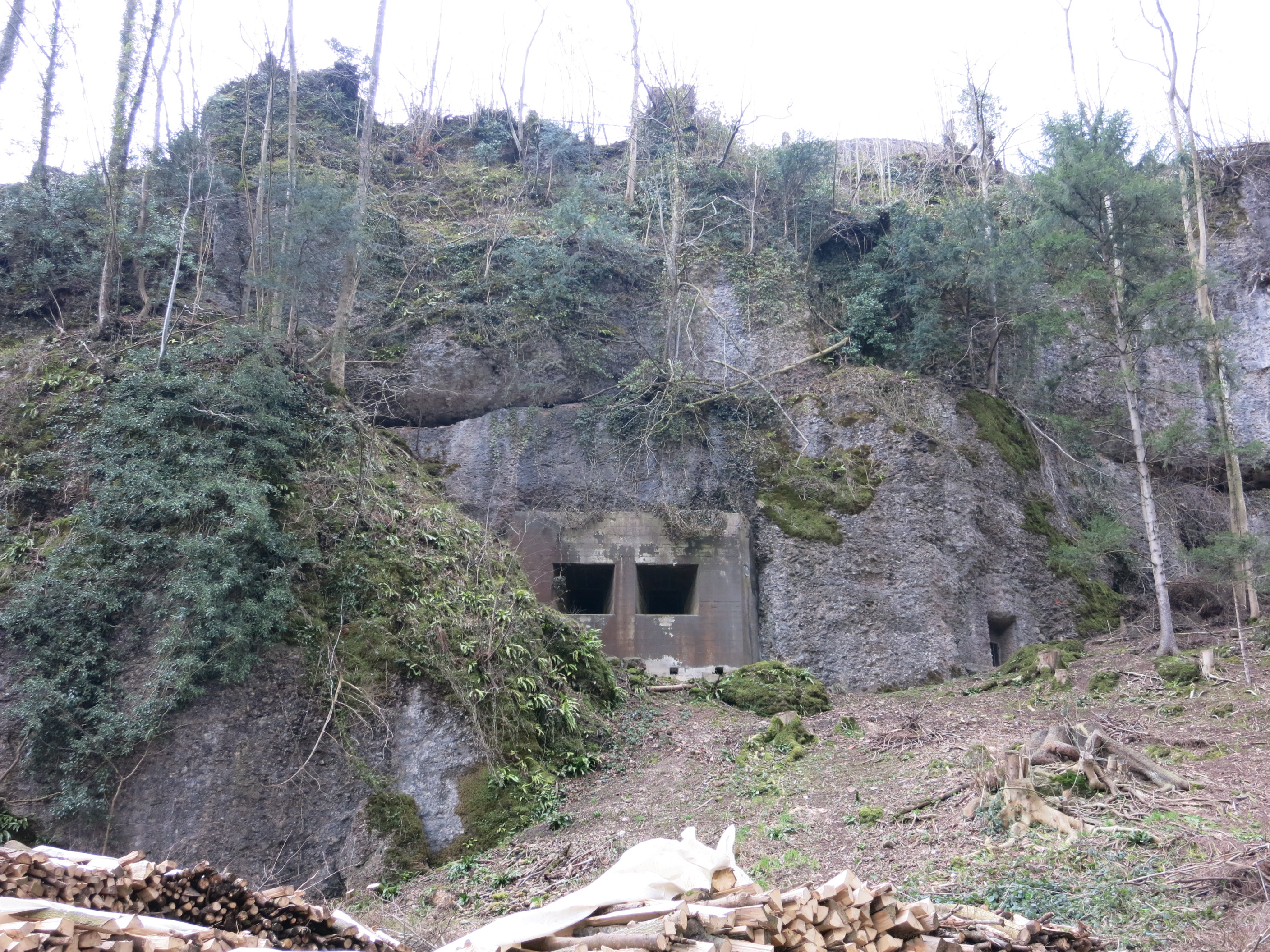
Felswerk Oberarth 4 (A 7331)
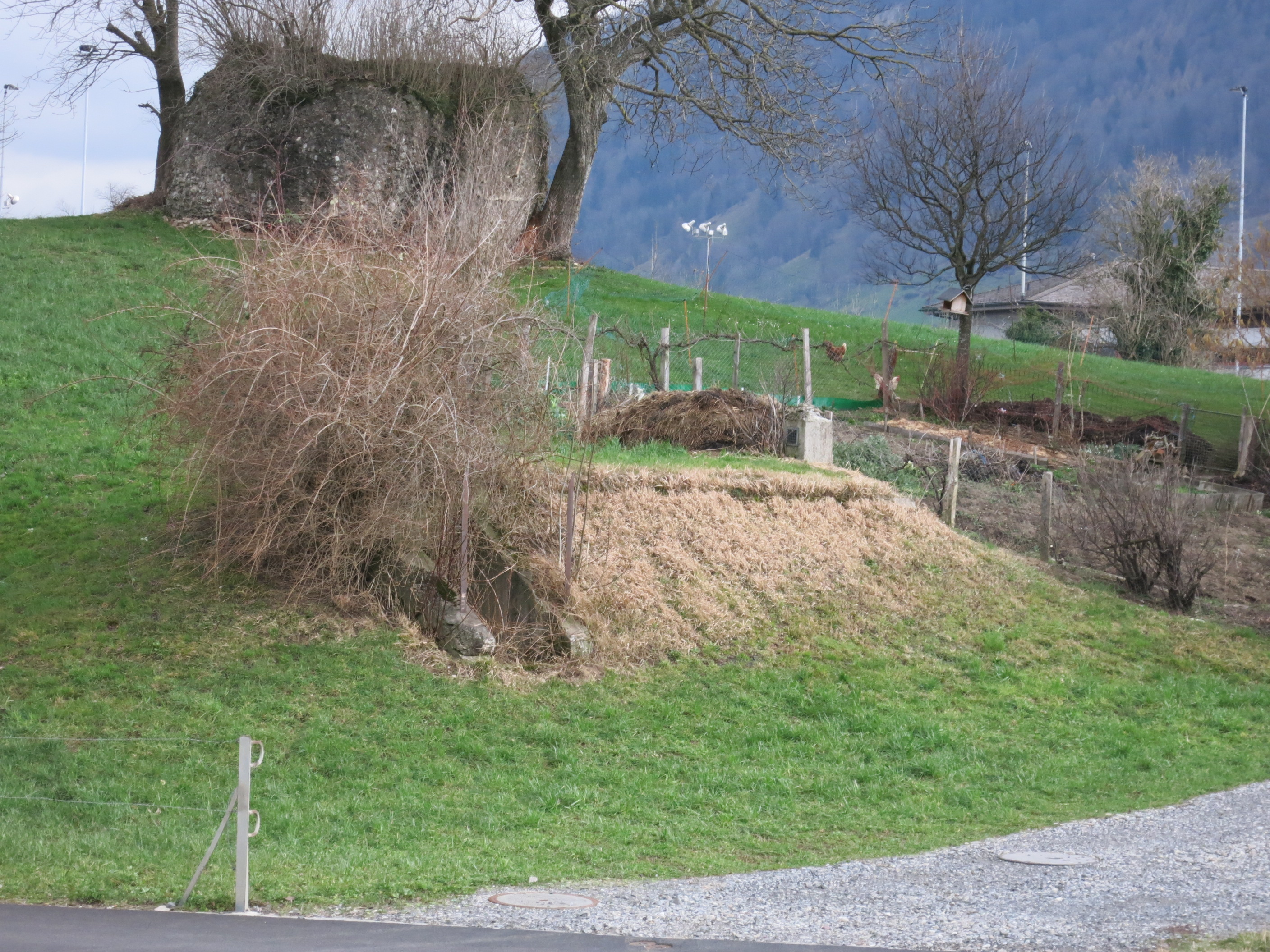
Unterstand Stägenweidli

## Sperrstelle St. Adrian
Die Sperrstelle St. Adrian (Armeebezeichnung Nr. 2427) am rechten Zugerseeufer hatte die Aufgabe, die Strasse von Zug-Walchwil Richtung Arth-Goldau-Gotthard sowie den SBB-Bahntunnel der Gotthardbahn zu sperren. Die Sperre wurde während des Zweiten Weltkrieges vom Territorialregiment 82 unter der 6. Division besetzt. Sie gilt als Sperrstelle von regionaler Bedeutung.
- Infanteriebunker SBB Nord A 7280 mit 1 Lmg ⊙
- Infanteriebunker SBB Süd A 7283 mit 1 Mg, 1 Lmg ⊙
- Infanteriebunker SBB Mitte A 7386 mit 2 Lmg ⊙
- Infanteriekanonenschild St. Adrian A 7387 ⊙
- Unterstände St. Adrian 1 A 7281, 2 A 7284, 3 A 7385, 4 A 7282 ⊙[3]

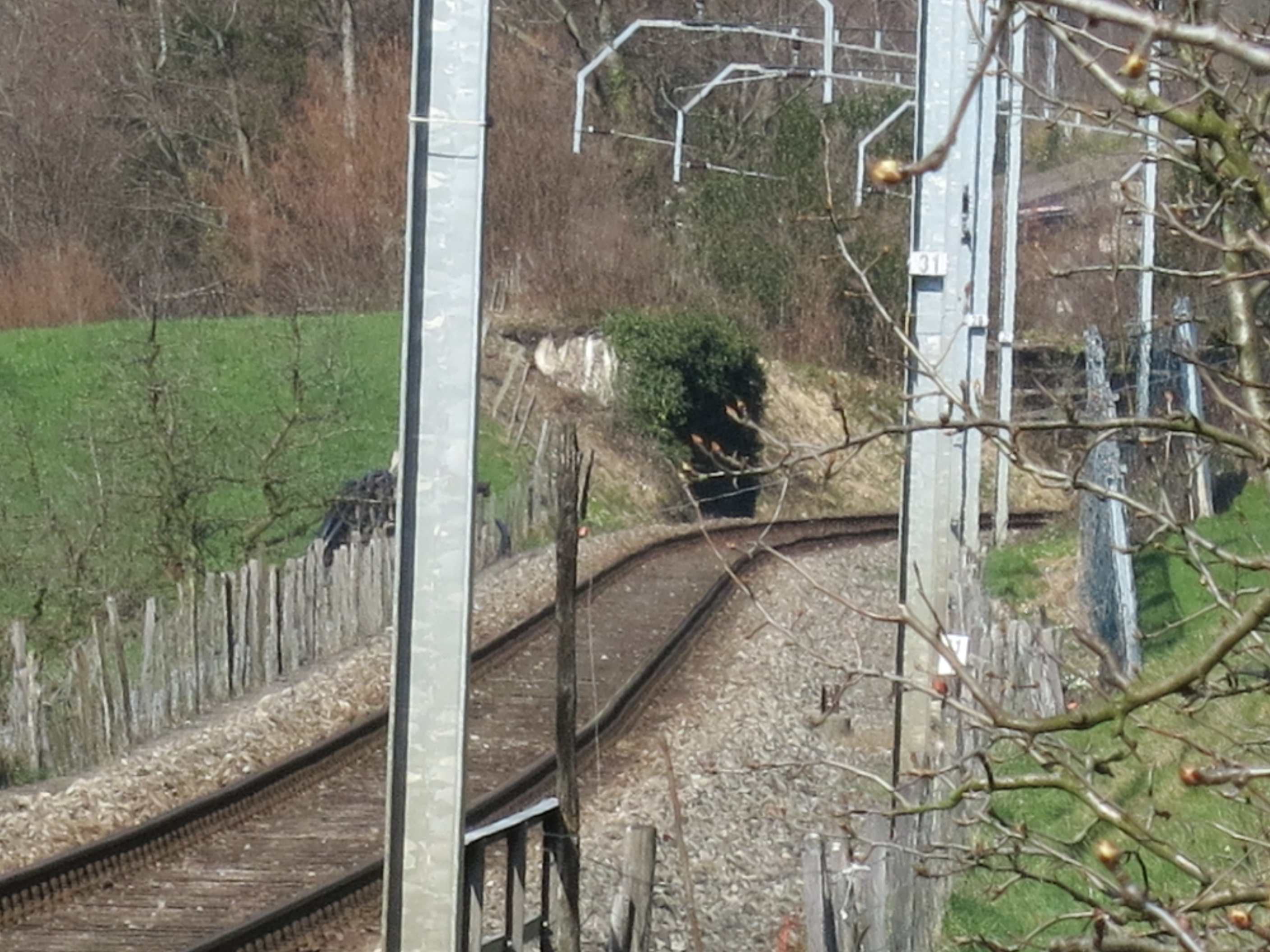
Infanteriebunker SBB Süd und Mitte (im Hintergrund)

## Artilleriewerk Barbara
Das Felswerk (Armeebezeichnung A 7330) befindet sich auf 914 m oberhalb Goldau (Gemeinde Arth) in der Chräbelwand unterhalb der Arth-Rigi-Bahn-Geleise. Mit dem Bau wurde im November 1941 begonnen und im Sommer 1942 war das Werk schussbereit. Es kostete rund 1 Million Franken. Der Zugang für Mannschaft und Material erfolgte über die Rigi-Bahn.
Die Bewaffnung bestand aus vier 7,5 cm Bunkerkanonen 03/22 auf Hebellafetten und das Feuer wirkte in den Raum Arth und Rossberg.
Zur Infrastruktur gehörten eine Feuerleitstelle, Munitionskavernen, Unterkunftskaverne, Funknischen und Artillerie-Beobachter.
Das Werk wurde von der Festungsartilleriekompanie 54 besetzt. Im Jahr 2004 wurde das Artilleriewerk ausgeräumt und zugemauert.
- Artilleriewerk «Barbara» A 7330 ⊙

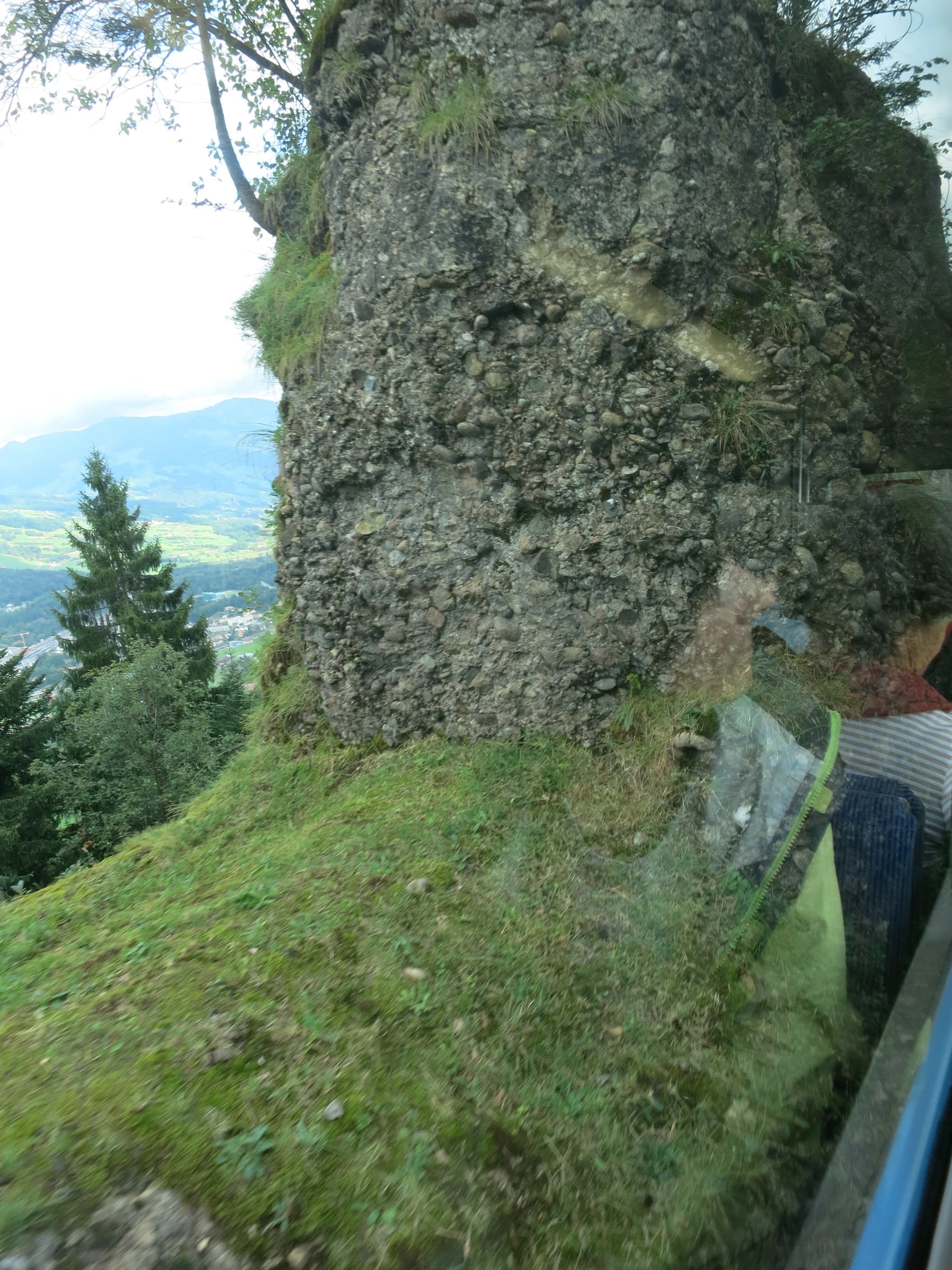
AW Barbara, Standort Chräbelwand (rückgebaut)
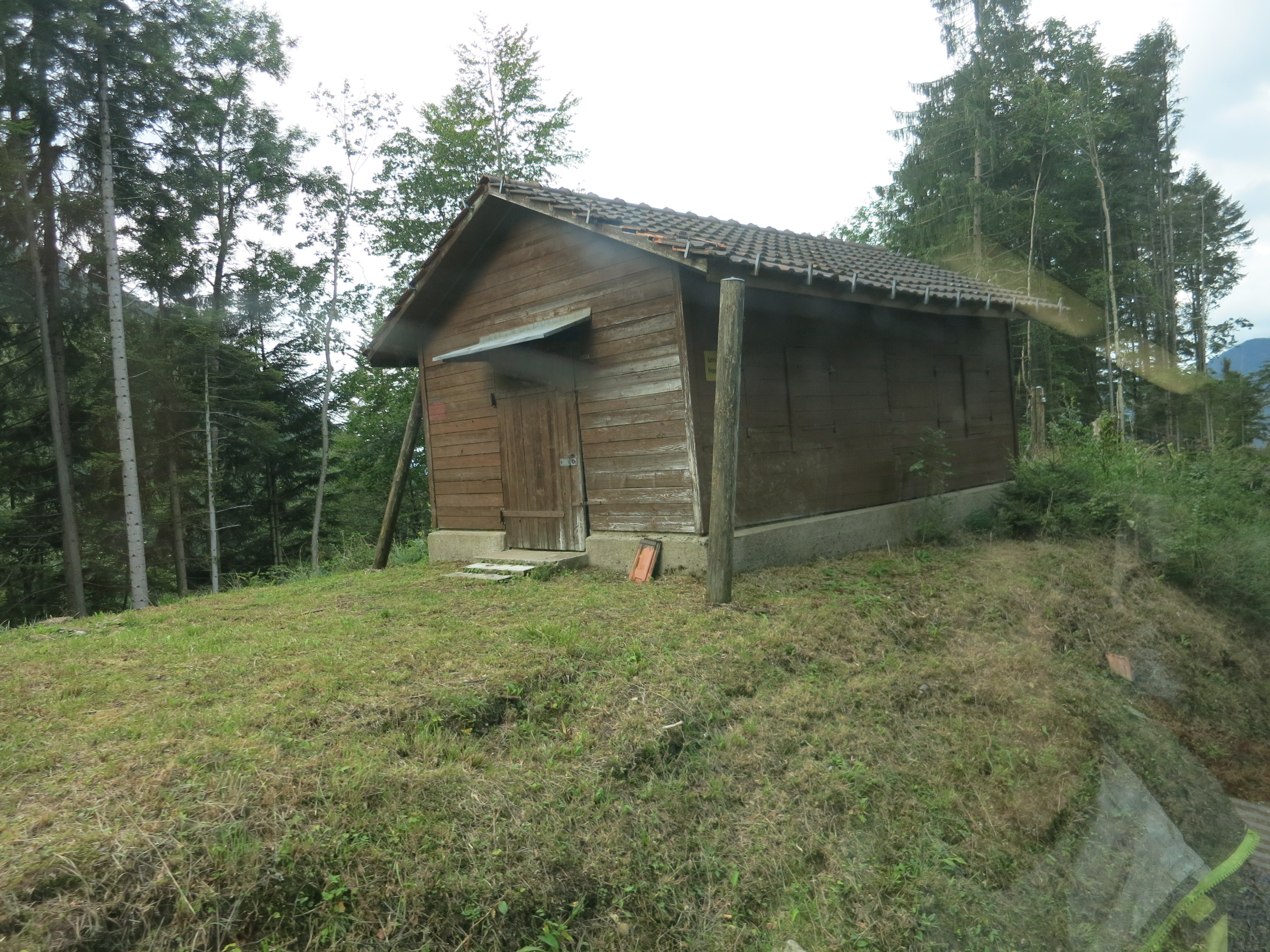
AW Barbara, Militärbaracke

## Artilleriewerk Verena
Das Felswerk (Armeebezeichnung A 7341) befindet sich auf 785 m westlich des Hofes Brandi an der Strasse nach Verenaberg in der Gemeinde Steinerberg. Es wurde in den Jahren 1941/42 erstellt.
Die Bewaffnung bestand aus vier 7,5 cm Bunkerkanonen 03/22 auf Hebellafetten und das Feuer wirkte in den Raum Oberarth, Arth und Rigi. Die Infrastruktur umfasste neben den vier Geschützständen, vier Munitionskavernen, eine Werkstatt und eine Feuerleitstelle. Das Werk wurde von der Festungsartilleriekompanie 52 besetzt.
- Artilleriewerk «Verena» A 7341 ⊙

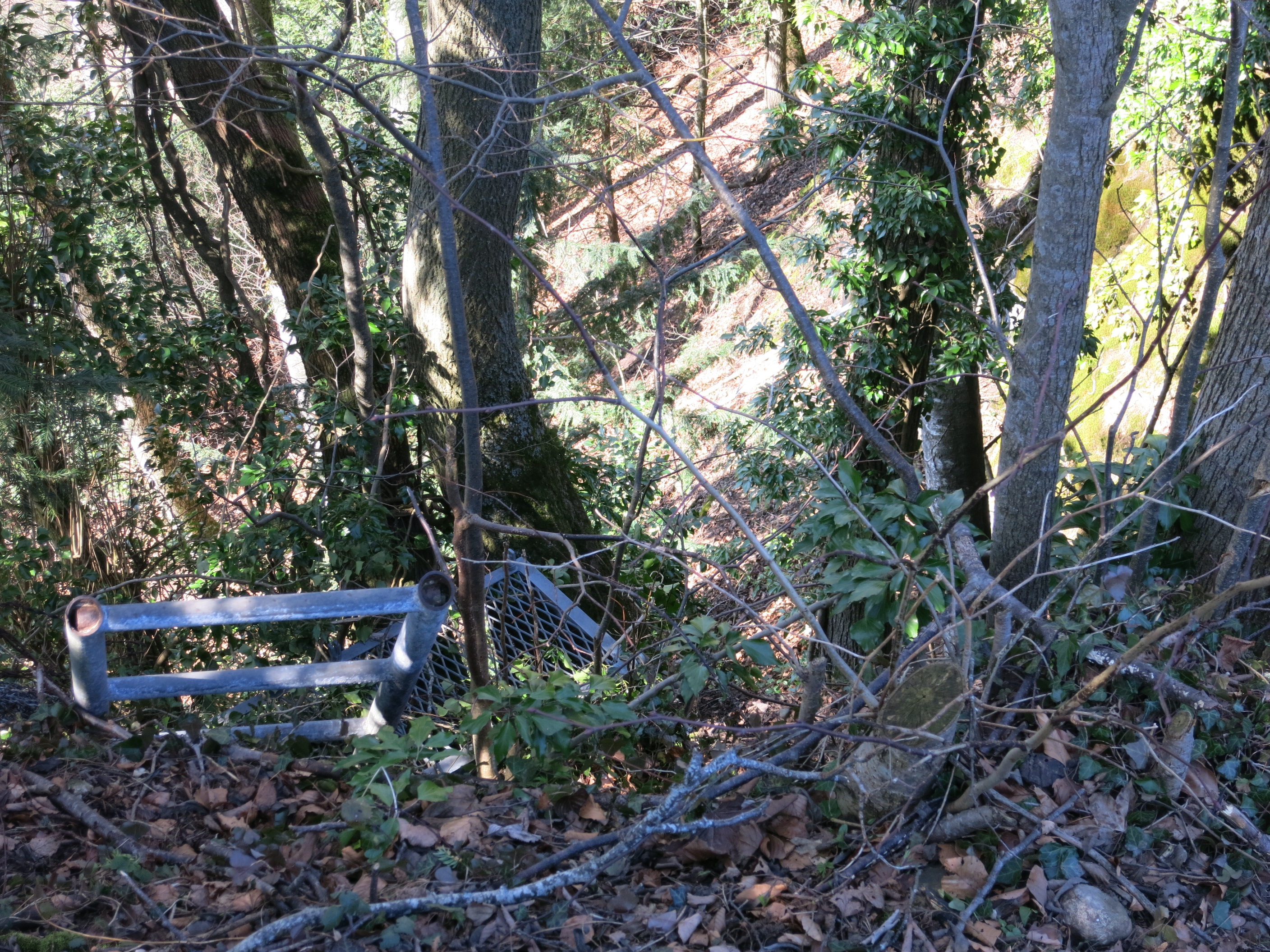
AW Verena: zum Eingang

## Artilleriewerk Stock
Das Artilleriewerk Stock (Armeebezeichnung A 7345) in Steinen-Gigersberg war mit vier Geschützständen ausgerüstet. Die vier 7.5-cm-Kanonen 03 waren auf Schussrichtung Nord eingerichtet. Die Aussenverteidigung bildeten zwei Maschinengewehr (Mg)-Stände. Die Mannschaftsunterkünfte befanden sich in Baracken ausserhalb des Werks.
- Artilleriewerk «Stock» A 7345 ⊙
- Mg-Bunker «Stock 1» A 7345 ⊙
- Mg-Bunker «Stock 2» A 7345 ⊙
- Artilleriebeobachter Bunker «Stock» A 7345 ⊙

## Artilleriewerk Spitz
Das Artilleriewerk Spitz befindet sich westlich oberhalb von Sattel am Südostabhang vom Wildspitz auf rund 1050 m ü. M. Das Artilleriewerk bestand aus zwei getrennten Kasematten-Halbwerken: dem Artillerie-Halbwerk unterer Spitz (Armeebezeichnung A 7347) und dem Artillerie-Halbwerk oberer Spitz (A 7348). Artillerie-Halbwerk oberer Spitz war mit 2 Geschützständen für Feldkanonen 7,5 cm 03/22 L30 auf Hebellafetten, mit Schussrichtung Sattel ausgerüstet. Die Aussenverteidigung bildeten 3 Waffenstände für 2 Lmg 25 und ein Mg 11. Artillerie-Halbwerk unterer Spitz war mit 2 Geschützständen für Feldkanonen 7,5 cm 03/22 L30 auf Hebellafetten, mit Schussrichtung Sattel ausgerüstet. Die Aussenverteidigung bildete ein Waffenstand mit einem Mg 11. Die Küche, Mannschaftsunterkünfte und Munition waren in Baracken ausserhalb der Werke untergebracht. Anfangs der 1980er-Jahre wurde das Artilleriewerk Spitz aufgehoben und durch den 12 cm Festungsminenwerfer 1959 A 7344 «Schäfboden» ersetzt.
In der Ortschaft Stattel befand sich die Feuerleitstelle «Sattel» (Eggeli) A 7360. Ursprünglich als Kommandoposten für die 6. Division gebaut, wurde diese aber als Feuerleitstelle für die gesamte Festungsartillerie im Raum Sattel benutz.
- Artillerie-Kasematt-Halbwerk «oberer Spitz» A 7348⊙
- Artillerie-Kasematt-Halbwerk «unterer Spitz» A 7347⊙
- KP/Feuerleitstelle «Sattel» (Eggeli) A 7360 in Sattel ⊙

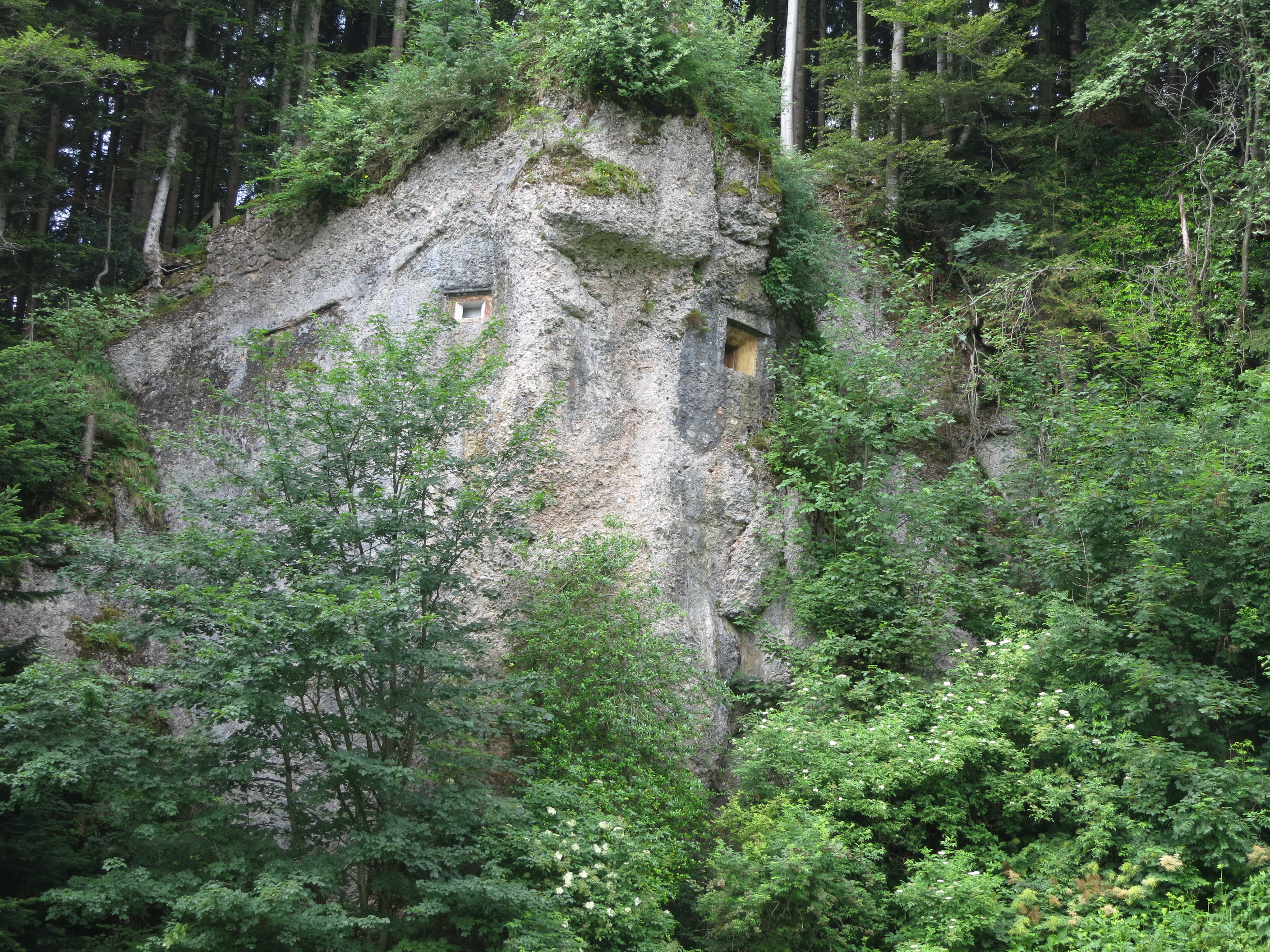
AW Spitz: Scharten
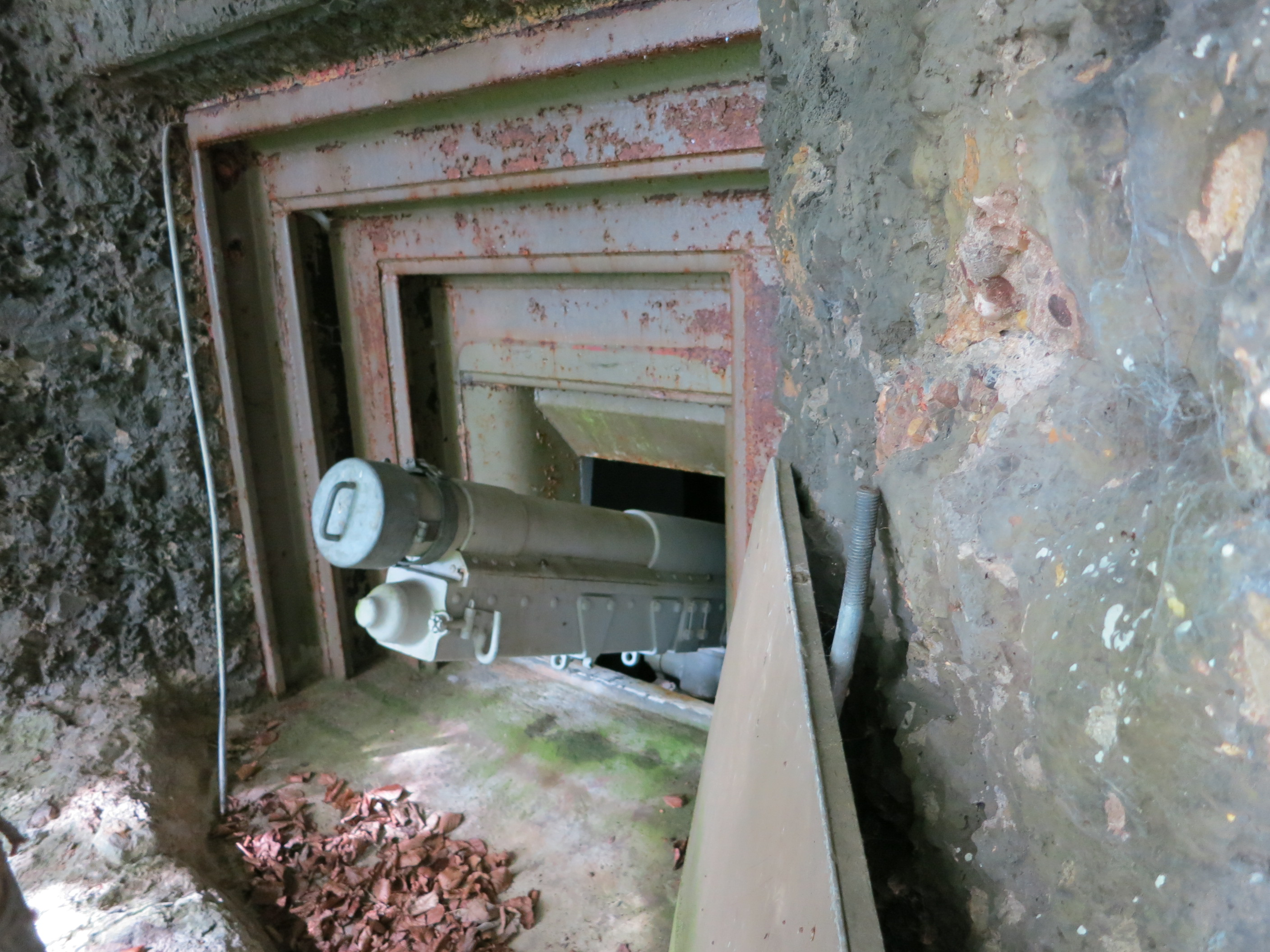
AW Spitz: 7,5-cm-Feldkanonen 03/22

## Kampfgruppe Rigi
Die 6. Division war in die Detachemente «Biberbrücke», «Alosen», «Zugerberg» und «Rigi» gegliedert. Das Detachement «Rigi» bestand anfänglich aus dem verstärkten Territorialbataillon 149 und hatte den Raum zwischen dem Zuger- und Vierwaldstättersee zu halten und einen Vorstoss Richtung Festungsgebiet Gotthard zu verhindern. Gemäss dem Operationsbefehl der 6. Division vom 14. September 1940 hatte das «Detachement Rigi», das aus einem Territorialbataillon bestand, das Defilee (Linie) vom Sperrposten Rickenbachhof (Zugersee), Punkt 994 Oberstock, Rigi-Staffel, Rigi-Känzeli, Felsenthor bis zur Gegend von Schwanden zu halten.
Da es den grossen Raum nicht bewältigen konnte, wurde es im April 1941 durch das verstärkte (Ortswehren, Sappeure) Territorialregiment 82 ersetzt. Im September 1941 wurde der Abschnitt der 6. Division vom Armeekommando auf die Ostseite der Rigi verkleinert. Die Westseite wurde von der «Kampfgruppe Rigi» (verstärktes Infanterieregiment 24) der 5. Division übernommen. Ab Januar 1944 übernahm die 5. Division die Verteidigung des gesamten Rigi-Massivs.
Das infanteristische Festungsdispositiv bestand aus mehreren Sperrgruppen, die mit Panzer- und Infanteriehindernissen und Sprengobjekten sowie Infanteriebunkern den Verteidigungskampf der Infanterieregimenter und Füsilierbataillone verstärkten. Diese Sperrgruppen konnten Artilleriefeuer der mobilen Artillerie, teilweise aus betonierten Geschützstellungen und aus Artilleriewerken im Kanton Schwyz anfordern.

### Sperrstelle Rigi
Die Sperrstelle Rigi (Armeebezeichnung Nr. 2458) des Territorialregiments 82 hatte einen Vorstoss aus dem Raum Küssnacht über das Rigi-Massiv in den Raum Schwyz verhindern. Als feste Infrastruktur wurden in erster Linien Unterstandskavernen gebaut. Einzelne Unterstände wurden umgebaut und werden heute (2018) für nicht-militärische Zwecke verwendet :
- Unterstand Rigi-Unterbuchen A 2200 ⊙
- Unterstand Rigi-Felsentor A 2201  ⊙
- Unterstand Fischkrattenbach A 7290  ⊙
- Unterstand Rigi-Kulm A 7300 ⊙
- Unterstand Rigi-Kessiboden A 7301 ⊙
- Unterstand Rigi-Felchlin A 7302 ⊙
- Unterstand Rigi-Staffel A 7303 ⊙
- Unterstand Rigi-Staffel A 7304 ⊙
- Unterstand Rigi-Junkholz A 7305 ⊙
- Unterstand Rigi-Känzeli 1  A 7306 ⊙
- Unterstand Rigi-Känzeli 2  A 7307 ⊙
- Unterstand Rigi-Känzeli 3  A 7308 ⊙
- Unterstand Rigi-Kaltbad A 7309 ⊙
- Unterstand Rigi-First A 7310 ⊙
- Unterstand Rigi-Rotstock A 7311 ⊙
- Unterstand Rigi-Bärenziegel  A 7312 ⊙
- Unterstand Rigi-Wölfertschen A 7313 ⊙
- Unterstand Rigi-Wölfertschen A 7314 ⊙
- Unterstand Rigi-Wölfertschen A 7315 ⊙
- Unterstand Rigi-Wölfertschen A 7316 ⊙
- Unterstand Rigi-Wölfertschen A 7317 ⊙
- Unterstand Rigi-Wölfertschen A 7318 ⊙
- Unterstand Rigi-Schild A 7319 ⊙
- Militärseilbahn Feissenboden–Burggeist ⊙ ⊙
- Militärstrasse Bergstation Burggeist bis Rigihüsli unterhalb Scheidegg (durch polnische Internierte gebaut)

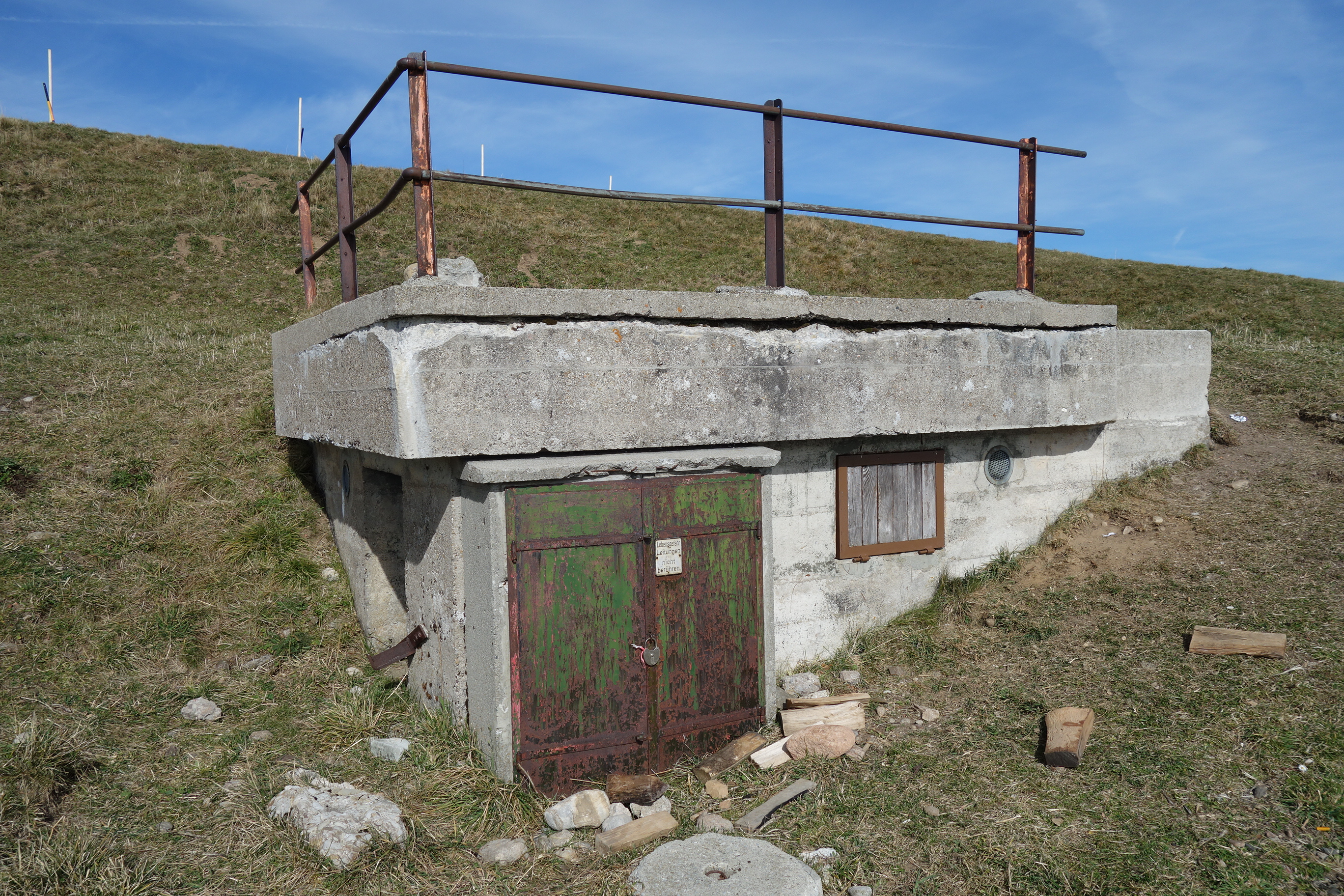
Unterstand Rigi-Kulm A 7300
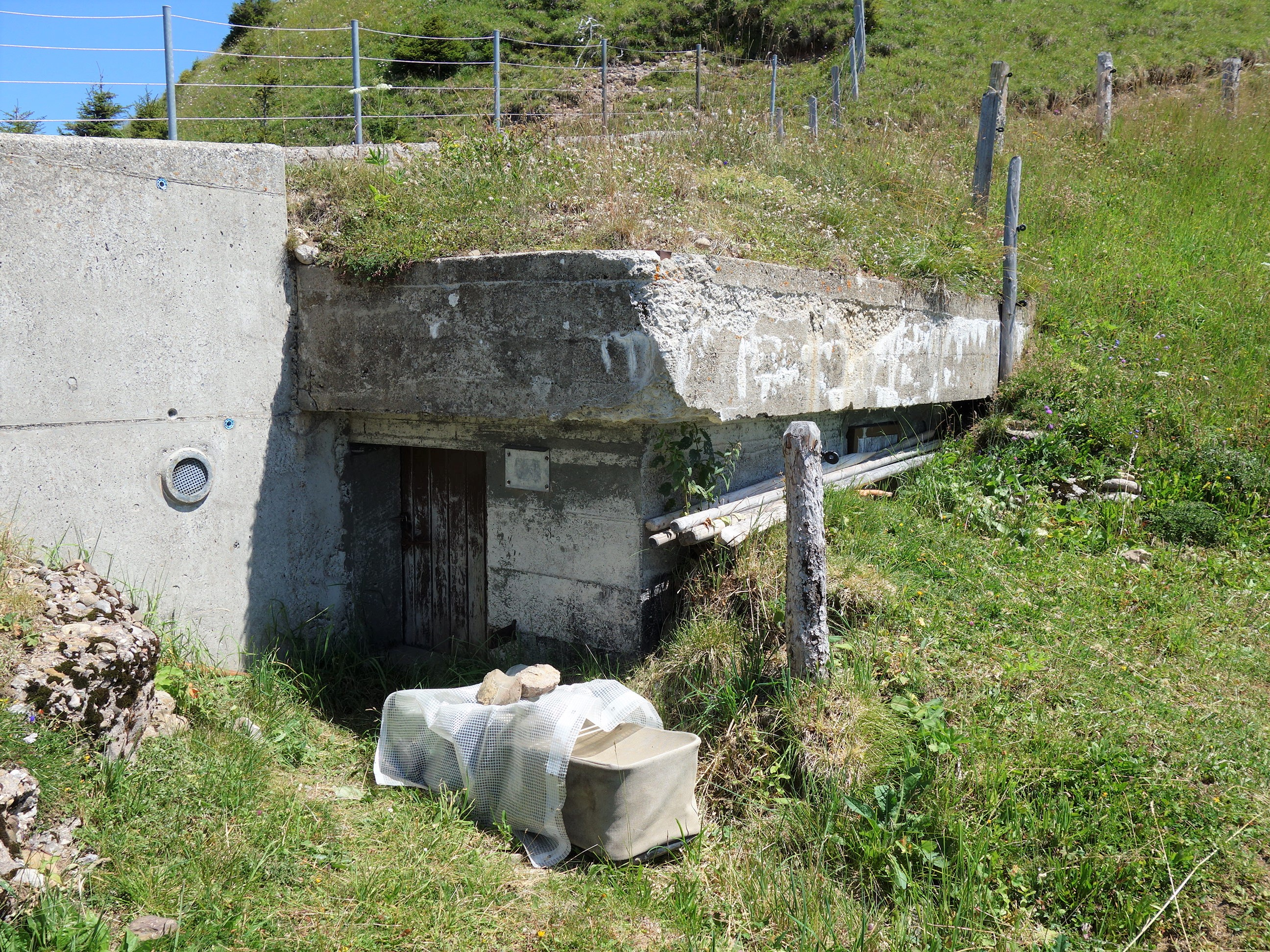
Unterstand Rigi-Kessiboden A 7301
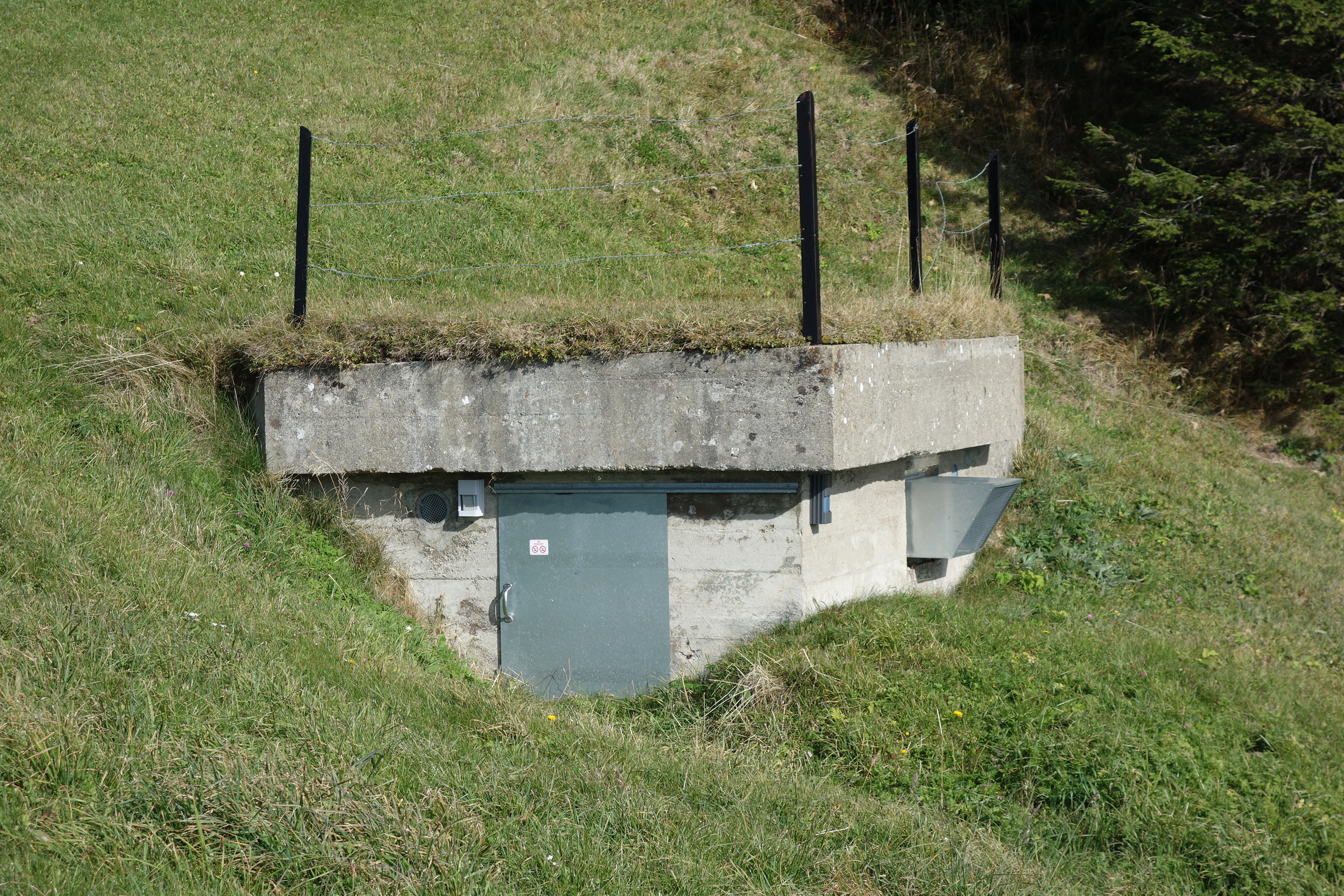
Unterstand Rigi-Felchlin A 7302
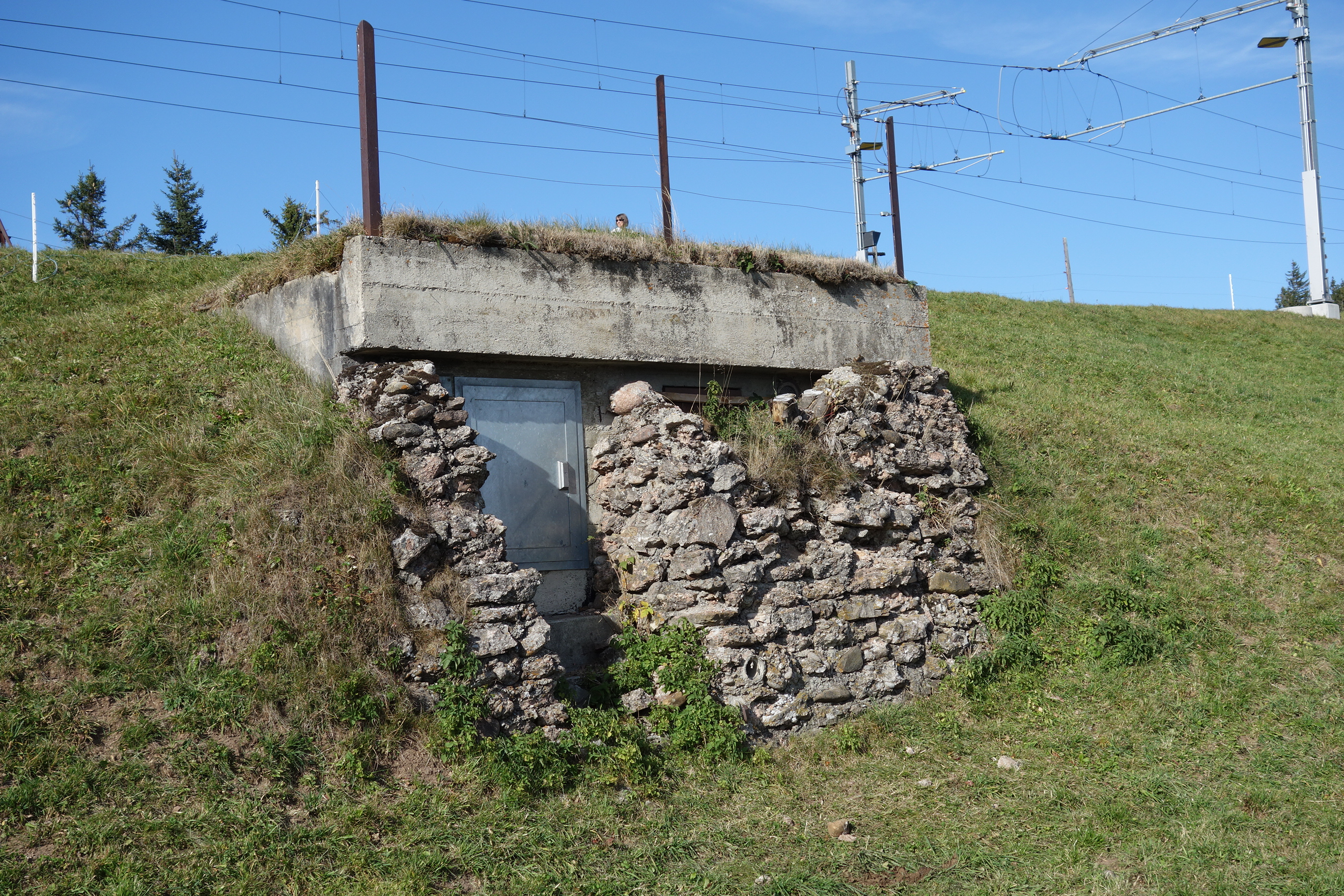
Unterstand Rigi-Stafel A 7303
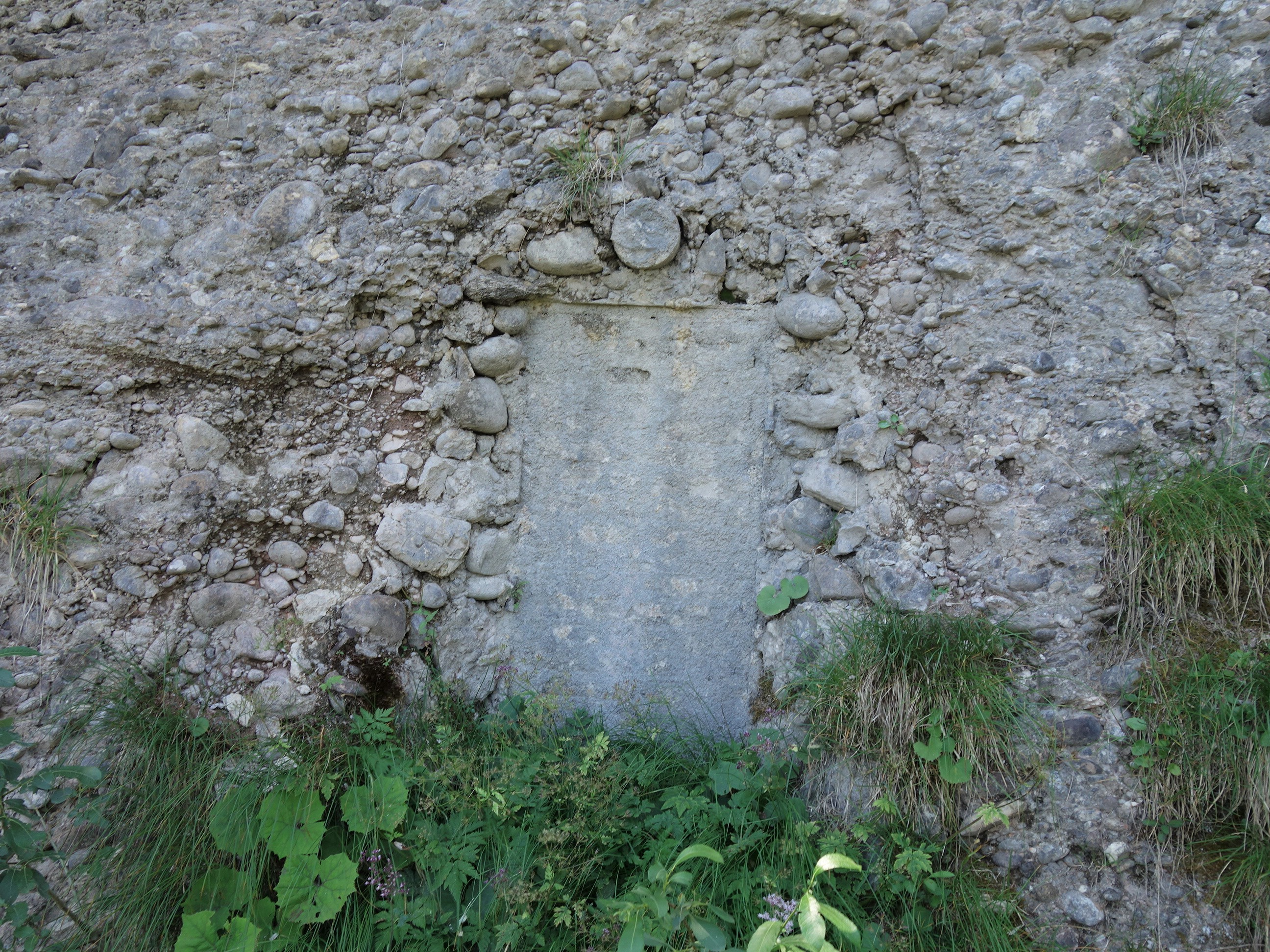
Unterstand Rigi-Wölfertschen A 7313 (zugemauert)

## Museen
Die Militärhistorische Stiftung des Kantons Zug und die Stiftung Schwyzer Festungswerke sind im Besitze von militärhistorischen Anlagen im ehemaligen Einsatzraum der 6. Division, die sie der Öffentlichkeit mit Tagen der offenen Türe und anlässlich von Führungen zugänglich machen.